# المالكية (الرقة)
المالكية قرية سورية تتبع ناحية سلوك في منطقة تل أبيض في محافظة الرقة. بلغ عدد سكانها 212 نسمة في عام 2004 حسب إحصاء المكتب المركزي للإحصاء.